# Hunter Hess
Hunter Hess (Bend, 1º ottobre 1998) è uno sciatore freestyle statunitense.

## Palmarès

### Winter X Games
- 1 medaglia:
  - 1 bronzo (superpipe ad Aspen 2025)

### Coppa del Mondo
- Miglior piazzamento nella Coppa del Mondo generale di freestyle: 6º nel 2024
- 4 podi:
  - 2 secondi posti
  - 2 terzi posti